# Kontrowersja kija hokejowego

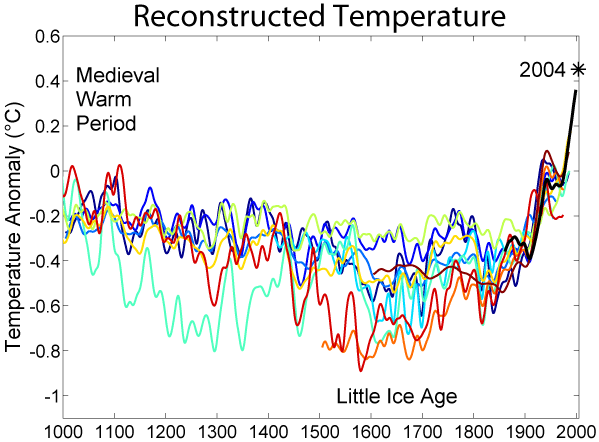
Rekonstrukcja temperatury na półkuli północnej w ostatnim tysiącleciu – wykres przypomina kij hokejowy

Kontrowersja kija hokejowego – dyskusja dotycząca rekonstrukcji średniej temperatury na półkuli północnej na powierzchni Ziemi w ostatnim tysiącleciu, głównie na podstawie badań paleoklimatycznych i danych instrumentalnych.
Kontrowersja została zapoczątkowana w 2003 przez Stephena McIntyre'a i Rossa McKitricka, którzy skrytykowali pracę określaną jako rekonstrukcja MBH98 (patrz Michael E. Mann). Termin kij hokejowy został zaproponowany przez Jerry'ego Mahlmana z Laboratorium Dynamiki Przepływu Cieczy Geofizycznych National Oceanic and Atmospheric Administration. Termin ten w sposób obrazowy opisuje zmiany w klimacie naszej planety polegające na tym, że po długim okresie powolnego spadku temperatury globalnej (rączka kija) nastąpiło gwałtowne ocieplenie (łopatka kija), co na wykresie dało kształt podobny do kija hokejowego.
Ponad dwadzieścia rekonstrukcji przeszłych zmian temperatury globalnej wykonanych z wykorzystaniem różnych metod statystycznych i różnych danych 'proxy' potwierdziło ogólny wniosek MBH98. Różnice związane są jedynie z drobnymi odchyleniami w okresie przed dwudziestym wiekiem.

## Raport National Research Council
Na życzenie Kongresu Stanów Zjednoczonych powstał specjalny komitet złożony z ekspertów z National Research Council (ang. Committee on Surface Temperature Reconstructions for the Past 2,000 Years), którego zadaniem była rekonstrukcja (odtworzenie) zmian temperatury w ciągu ostatnich 2000 lat. Komitet liczył 12 członków i miał za zadanie opisać obecną wiedzę na temat zmian temperatury w ciągu ostatnich 2000 lat, przedstawić główne problemy metodologiczne oraz ocenić, w jakim stopniu wiedza na temat zmian temperatury na powierzchni Ziemi jest istotna dla zrozumienia problemu globalnego ocieplenia. Panel ten opublikował wyniki swoich badań w 2006. Jednym z rezultatów prac komisji było potwierdzenie większości ustaleń rekonstrukcji MBH98 i stwierdzenie, że "z dużym prawdopodobieństwem można powiedzieć, że globalna średnia temperatura w ostatnich kilku dekadach XX wieku była wyższa w porównaniu z poprzednimi czterema wiekami. Wynik ten jest oparty na zbieżności różnego rodzaju niebezpośrednich (ang. proxy) pomiarów z różnych lokalizacji geograficznych". Jednakże ten sam raport stwierdza, w odniesieniu do okresu między rokiem 900 a 1600 "Z mniejszym prawdopodobieństwem [w porównaniu do danych dotyczących ostatniego okresu] można określać wielkoskalowe rekonstrukcje temperatury powierzchni Ziemi dla okresu między rokiem 900 a 1600. Obecnie dostępne dane niebezpośrednie wskazują, że temperatura w wielu, lecz nie wszystkich lokalizacjach była w okresie ostatnich 25 lat wyższa niż w porównywalnych okresach po roku 900. Niepewność związana z rekonstrukcją średniej temperatury dla półkuli północnej czy średniej globalnej zwiększa się znacząco z czasem i nie jest jeszcze obecnie w pełni określona ilościowo."Zdanie to ma kluczowe znaczenie dla kontrowersji wokół "kija hokejowego", jako że uwzględnienie rekonstrukcji w których występuje średniowieczne optimum klimatyczne zwiększa niepewność związaną z globalną temperaturą w tym okresie. 
Wykres kija hokejowego stał się jednym z głównych przedmiotów kontrowersji wokół kwestii klimatycznych (climategate). 1 grudnia 2009 Gerald North, szef komisji National Research Council, udzielił wywiadu na ten temat, w którym podtrzymał stanowisko komisji z 2006.